# Expedição 38
Expedição 38 foi uma expedição humana de longa duração na Estação Espacial Internacional realizada entre 10 de novembro de 2013 e 11 de março de 2014. Dela fizeram parte três cosmonautas russos, dois astronautas norte-americanos e um astronauta japonês.

## Tripulação
| Posição             | Primeira parte (Novembro dee 2013) | Segunda parte (Novembro de 2013 até março de 2014) |
| ------------------- | ---------------------------------- | -------------------------------------------------- |
| Comandante          | Oleg Kotov                         | Oleg Kotov                                         |
| Engenheiro de voo 1 | Sergei Ryazansky                   | Sergei Ryazansky                                   |
| Engenheiro de voo 2 | Michael Hopkins                    | Michael Hopkins                                    |
| Engenheiro de voo 3 |                                    | Koichi Wakata                                      |
| Engenheiro de voo 4 |                                    | Richard Mastracchio                                |
| Engenheiro de voo 5 |                                    | Mikhail Tyurin                                     |

## Insígnia da missão
A insígnia mostra um roteiro visual da exploração espacial além da órbita baixa da Terra, com o número da Expedição englobando a Terra, a Lua e Marte. Assim como o Sol aparece como uma luz guia do Sistema solar, a ISS ilumina a parte inferior do desenho, como um farol luminoso do avanço da ciência, do conhecimento e da tecnologia embarcados a bordo da estação. Para capturar visualmente a ideia da estação espacial ser uma base para a descoberta do infinito, painéis solares emblemáticos se estendem para cima, fornecendo ao número 38 e seu roteiro de exploração um pedestal simbólico de apoio. Finalmente, a utilização global das cores vermelho, branco e azul reconhecem as bandeiras dos países de origem dos tripulantes da Expedição 38 - Estados Unidos, Rússia e Japão.

## Missão
A missão iniciou-se com a chegada dos tripulantes da Soyuz TMA-11M, que trouxeram com eles a tocha dos Jogos Olímpicos de Inverno de 2014, como parte do revezamento mundial que é feito, desta vez com a tocha indo ao espaço. Pela primeira vez uma tocha olímpica foi exposta ao espaço sideral, depois de percorrer – apagada por questões de segurança – todos os módulos da ISS  num revezamento próprio da tripulação, com uma caminhada espacial feita pelos cosmonautas russos Kotov e Ryazansky. Neste período inicial de quatro dias nove astronautas estiveram na ISS, os seis da Expedição 38 e mais três da Expedição 37, na primeira vez que isso aconteceu sem a presença de um ônibus espacial acoplado à estação. Os tripulantes da missão anterior retornaram em 10 de dezembro trazendo a tocha olímpica de volta.
Uma das pesquisas-chave observadas nesta Expedição foi o controle e observação da saúde humana em voos de longa duração, já que a NASA e a Roscosmos planejavam preparar duas tripulações para passarem um ano inteiro na estação em 2015. Entre outras atividades científicas realizadas, os astronautas fizeram estudos sobre o crescimento de cristais no espaço e estudos biológicos do crescimento de plantas em microgravidade. Durante as caminhadas espaciais programadas e realizadas, os tripulantes instalaram equipamento fotográfico, cabos e novos experimentos científicos na estrutura externa da estação, removendo dela experiências concluídas.
Em 6 de dezembro, o astronauta Waikata entabulou uma conversação natalina com o robô Kirobo, um pequeno androide de 34 cm, dotado de inteligência artificial e capaz de aprender a responder adequadamente aos humanos,  transportado para a ISS desde agosto num foguete de carga e uma das experiências científicas da missão. Baseado no personagem de mangá Astro Boy, Kirobo é uma criação japonesa que visa a capacitar um robô a de manter conversações com humanos, servindo como companhia artificial para pessoas em isolamento por longo tempo. Na véspera de Natal, os astronautas Rick Mastracchio e Michael Hopkins fizeram uma caminhada espacial não-prevista para realizar reparos externos no sistema de refrigeração da estação, instalando uma nova bomba, uma tarefa que levou sete horas para ser completada. A falha havia  causado a necessidade do desligamento de todos os equipamentos não essencias da ISS desde 11 de dezembro.
Em 12 de janeiro de 2014, a nave cargueira não-tripulada Cygnus acoplou-se com a estação, no módulo Harmony, com a ajuda do braço mecânico Canadarm2, levando mantimentos e novos equipamentos.  Em 3 de março, os astronautas Mastracchio, Hopkins e Wakata enviaram mensagem gravada em vídeo à equipe do filme Gravidade e ao diretor Alfonso Cuarón, pelos sete oscars conseguidos pela película na festa da entrega dos prêmios da Academia de Hollywood, em Los Angeles, ocorrida na véspera.

## Desacoplagem e aterrissagem
Após cerca de seis meses no espaço, a missão encerrou-se às 00:02 UTC de 11 de março de 2014 com a desacoplagem da nave Soyuz TMA-10M do módulo Poisk da ISS, levando nela os cosmonautas Kotov e Ryazanskiy e o astronauta Hopkins, enquanto os outros três continuaram a borodo iniciado a Expedição 39. Depois de deorbitarem, os três tripulantes a bordo pousaram cerca de três horas depois nas geladas estepes do Casaquistão, sendo recebidos pela equipe de apoio em terra da Roskosmos e da NASA.

## Galeria

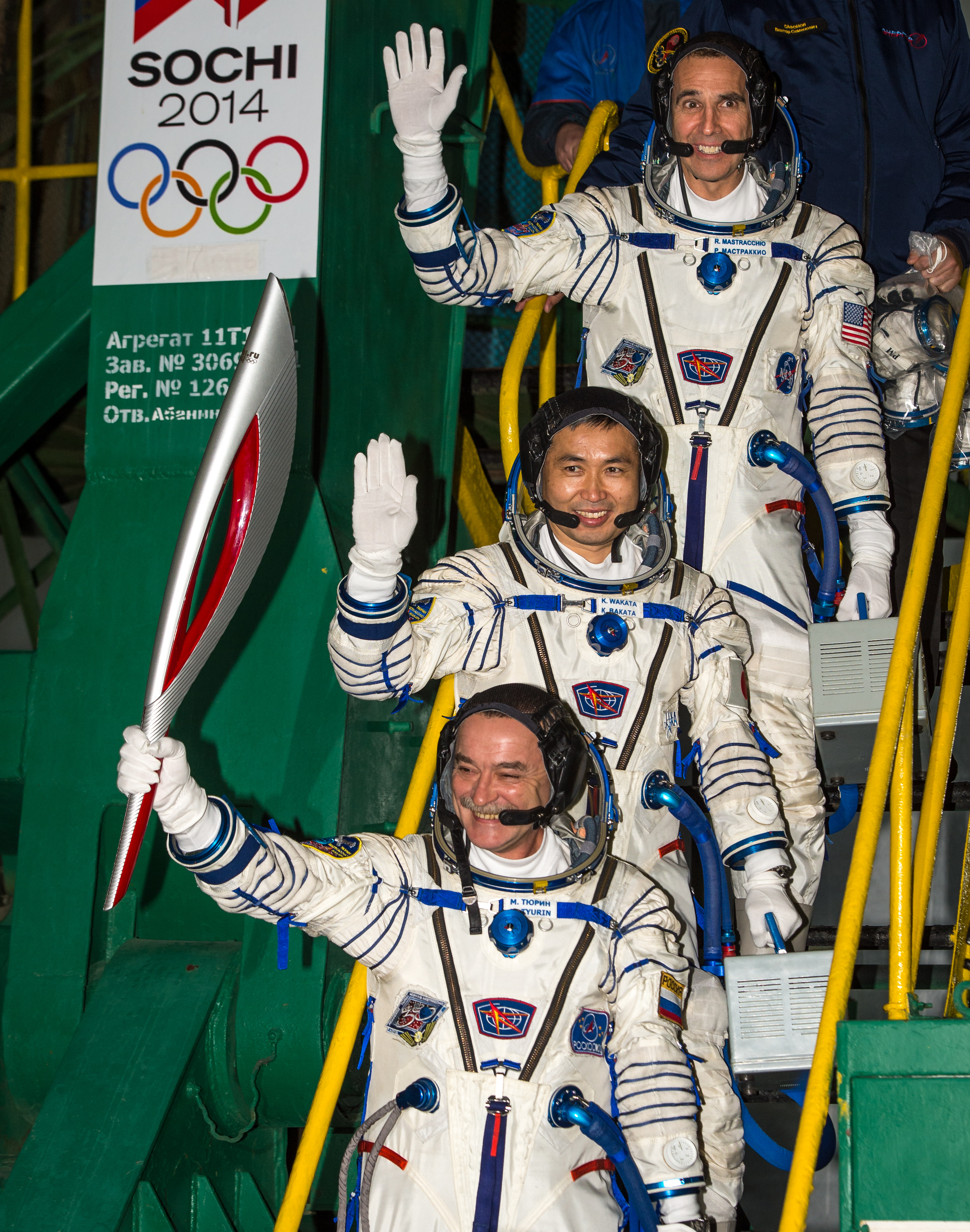
Tripulantes da Expedição embarcando em Baikonur com a tocha olímpica.
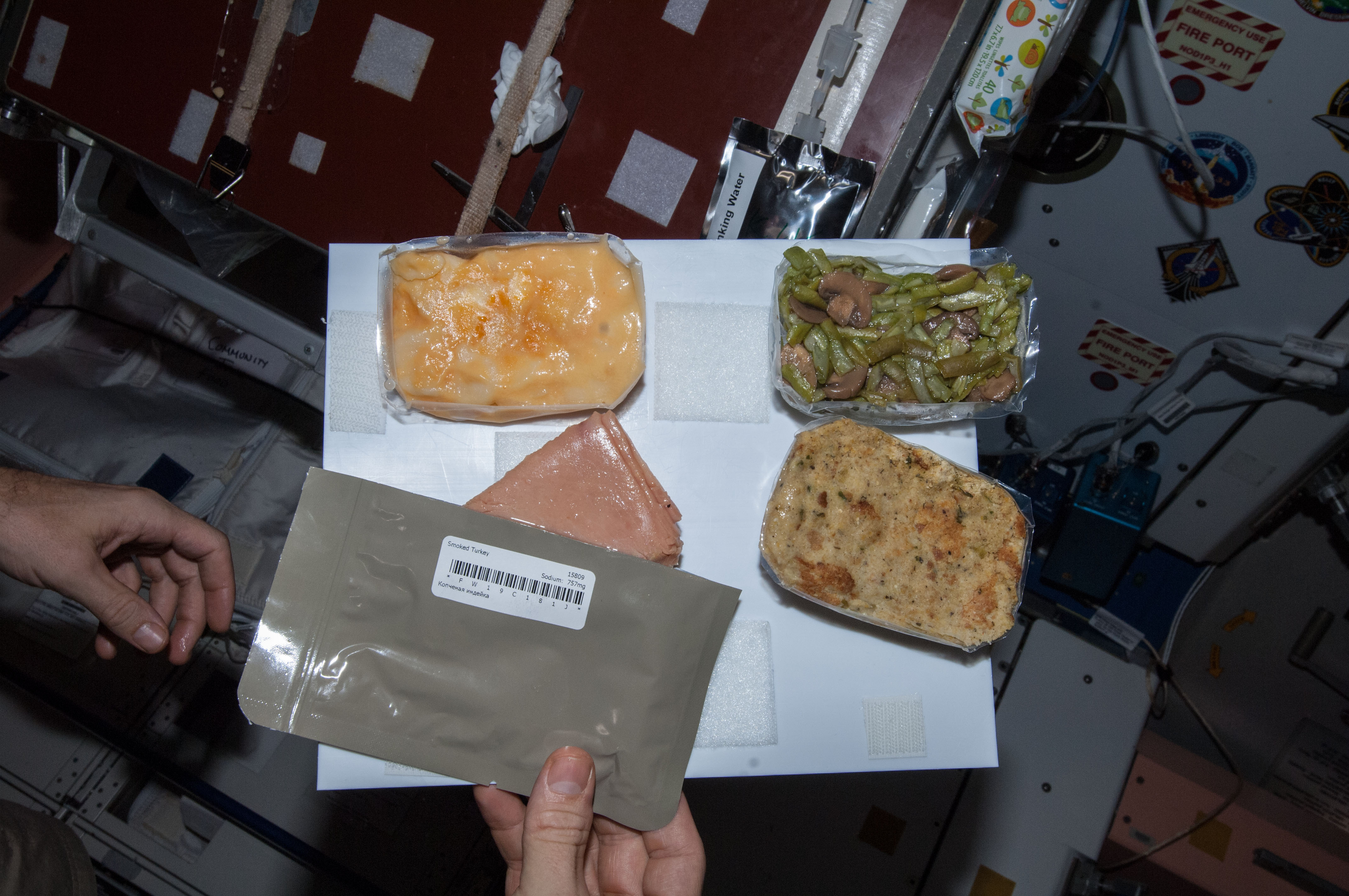
Refeição no Dia da Ação de Graças da Expedição 38 na ISS.
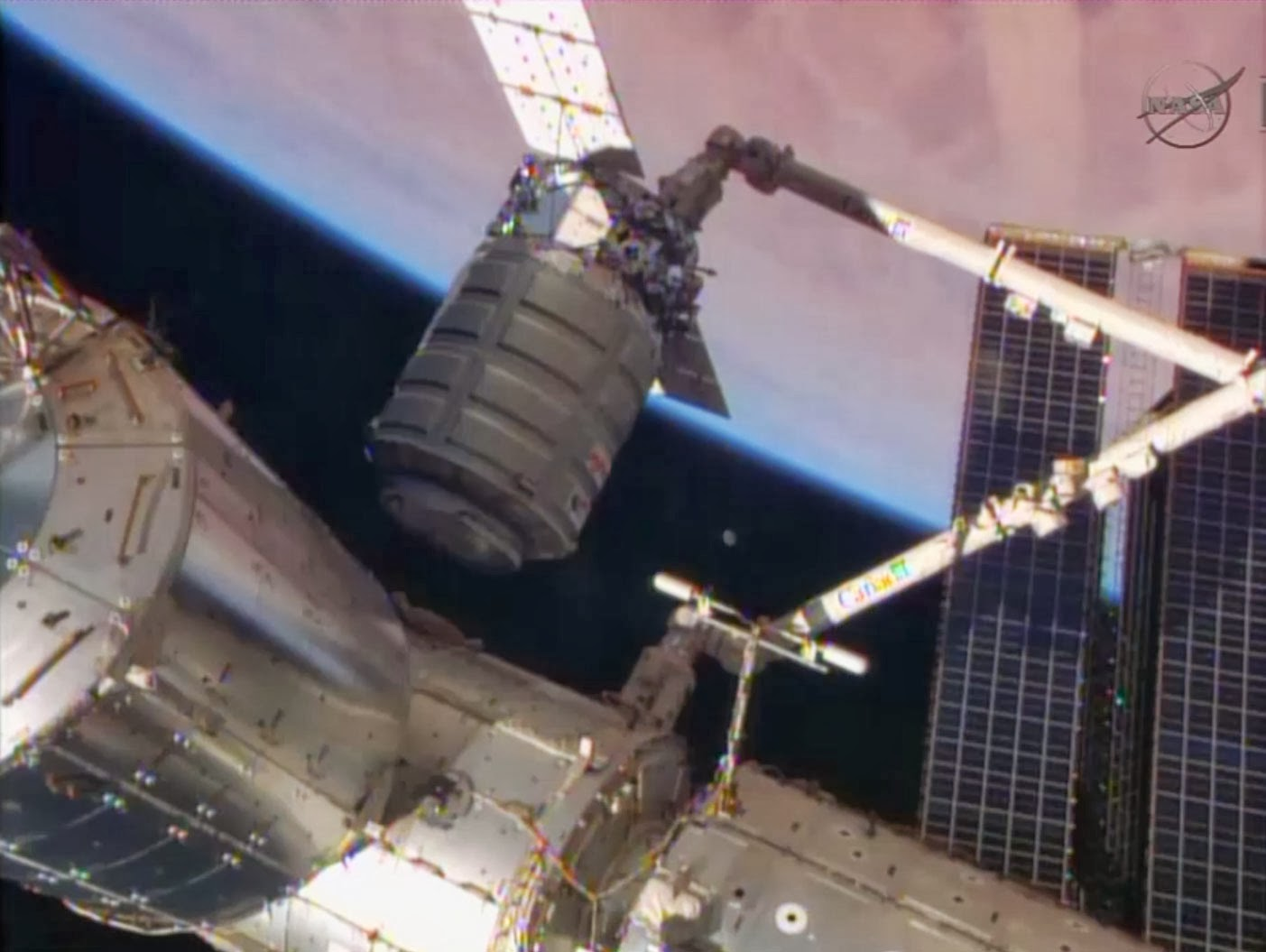
A nave não-tripulada Cygnus é acoplada com a ajuda do braço Canadarm2.
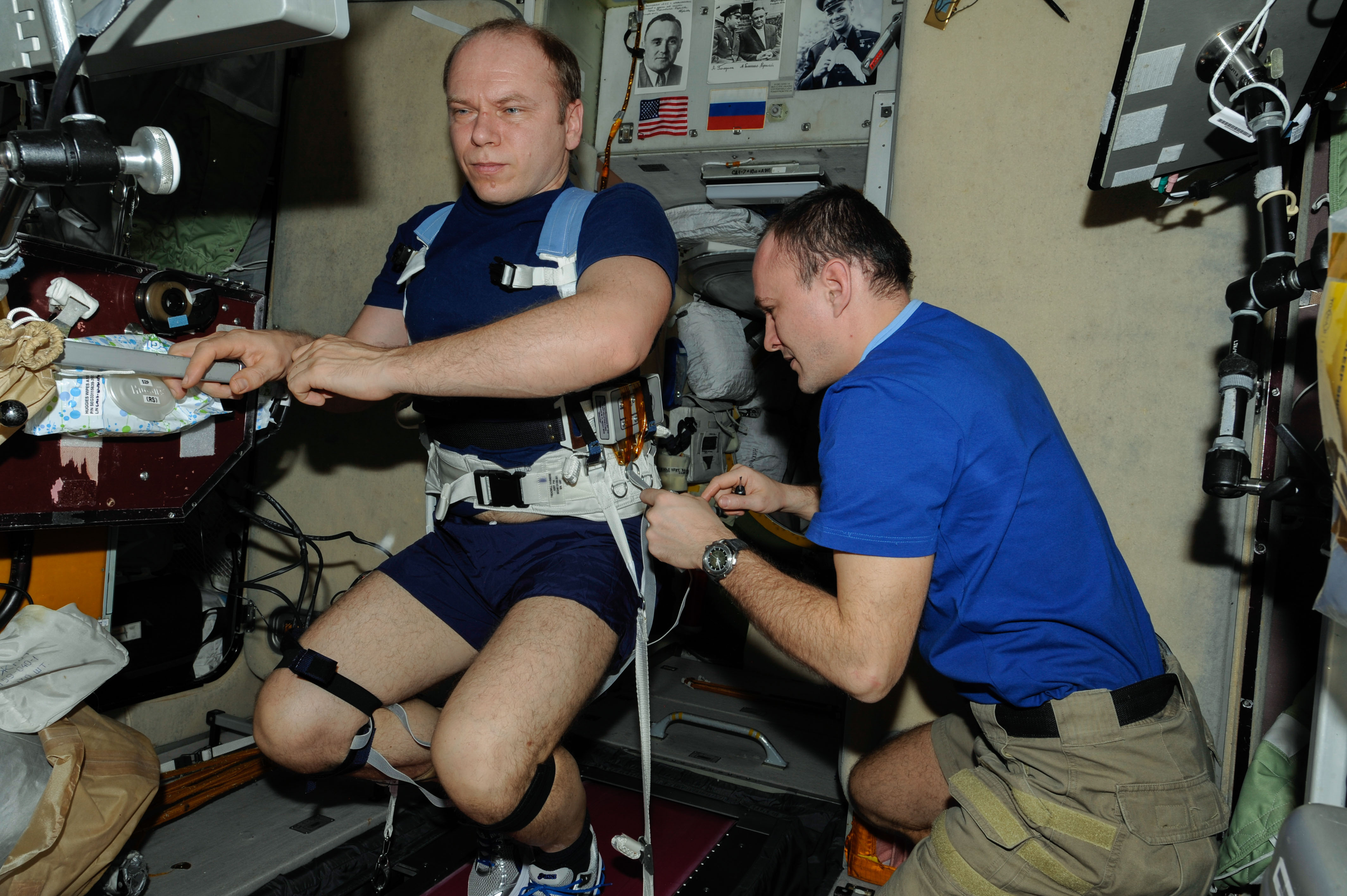
Cosmonautas Kotov e Ryazansky trabalham no módulo Zvezda.
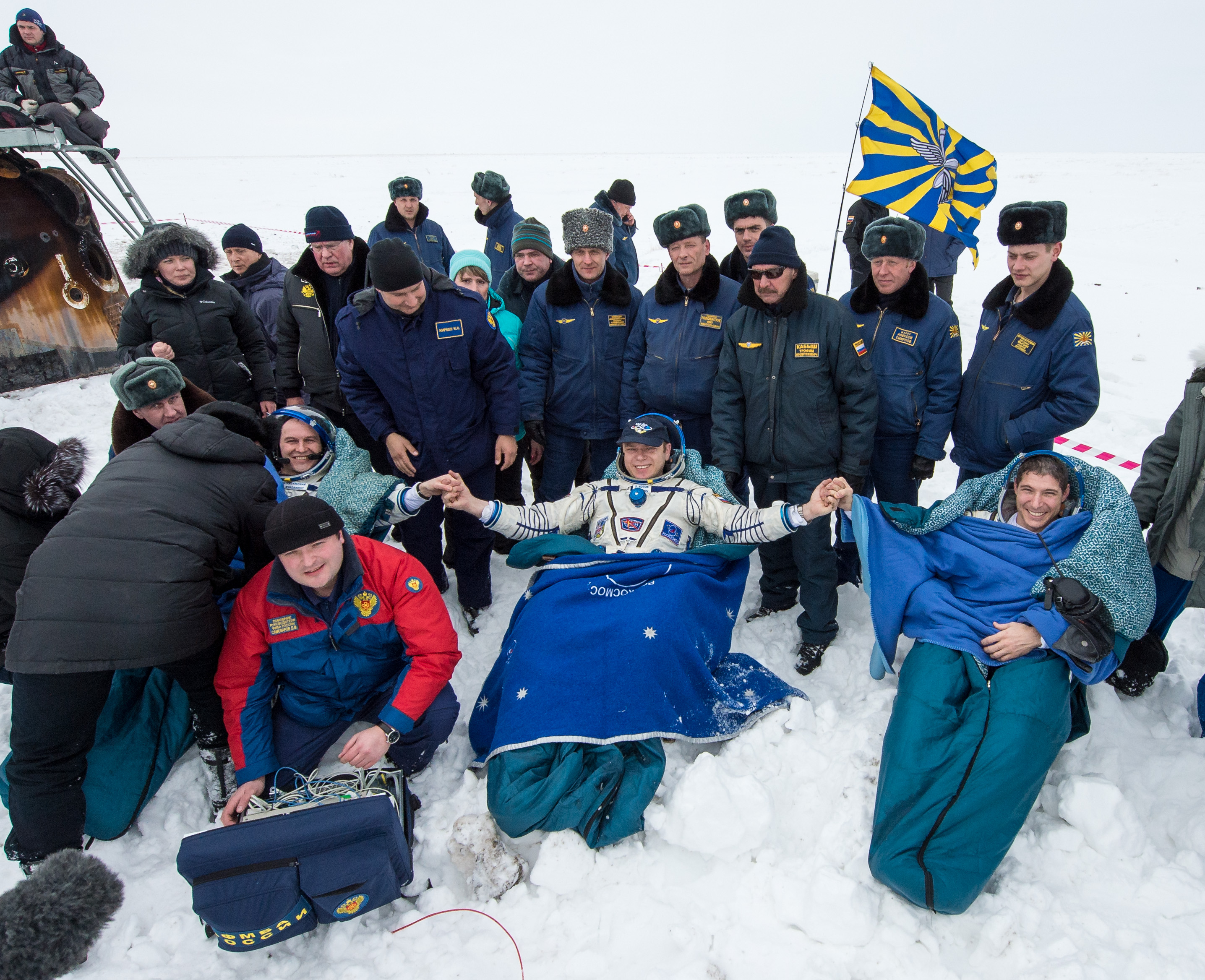
Tripulação recebida pelas equipes de terra no gelo do Casaquistão.